# Mezquita mayor de Granada (siglo XI)

Planta de la mezquita mayor de Granada. Reconstrucción basada en un plano de Martín Almagro Gorbea, modificado según hipótesis de Antonio Fernández-Puertas.

La mezquita mayor de Granada, también mezquita aljama de Granada, fue uno de los edificios religiosos más importantes de la ciudad en la época islámica. Su construcción se inició en 1016 siendo emir Zawi ben Zirí y continuó en gran parte bajo el reinado de su sobrino Habús ben Maksan. La obra fue terminada en 1038, ya bajo el mandato del emir de la taifa Badís ben Habús, los primeros emires de la dinastía zirí. Sin embargo, es posible que su origen se remonte al siglo VIII, y que en su ubicación existiera previamente un templo cristiano. Este lugar de culto reflejaba el poder y la influencia de los musulmanes en la región, además de ser un centro de culto para los habitantes de la ciudad.

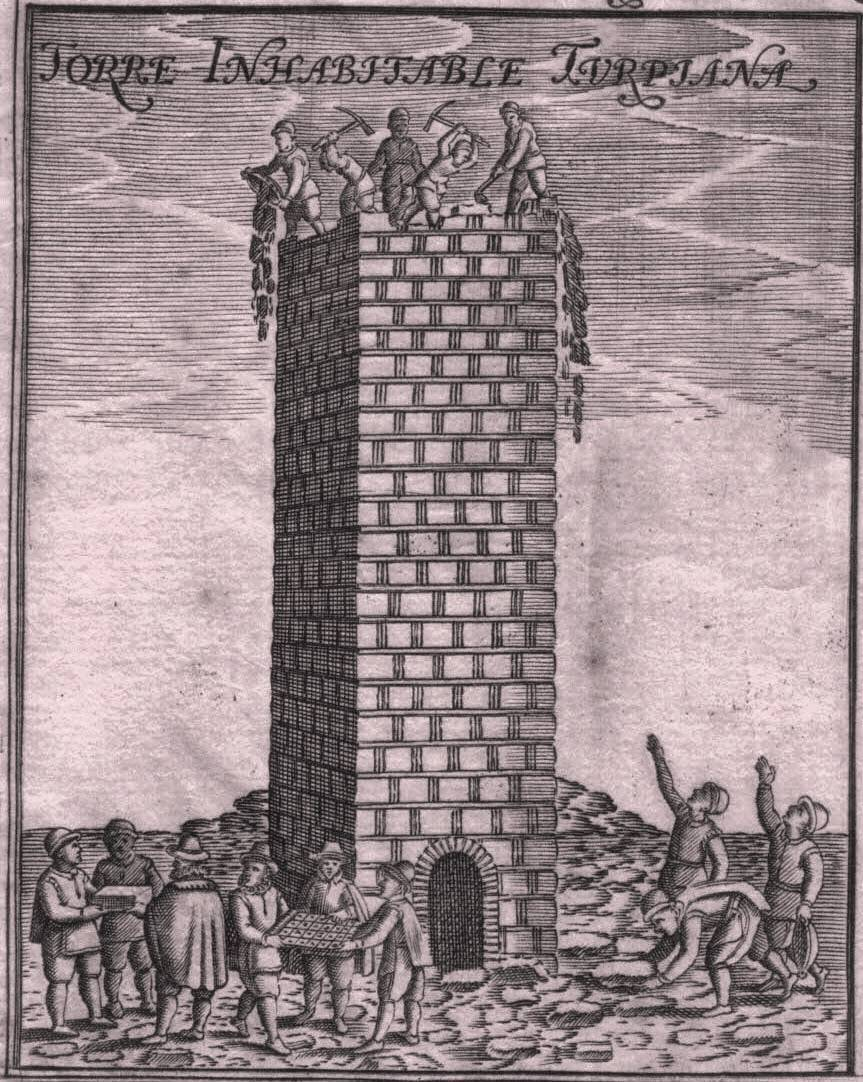
La torre Turpiana, alminar exento de la antigua mezquita mayor de Granada, en un grabado de Francisco Heylan del.

### Contexto histórico y construcción
La mezquita fue edificada durante los primeros años de la dinastía zirí, tras el traslado de la capital desde Elvira a Granada. Este período coincidió con una etapa de transición tras la caída del califato de Córdoba, lo que influyó en el estilo arquitectónico del edificio, que fusionaba elementos de la tradición islámica con soluciones prácticas para construir de manera rápida debido a la inestabilidad política. En 1055, durante el gobierno de Habús ben Maksan, se añadió el minbar bajo la dirección del cadí Alí ben Mohammed ben Tauba, completando así el proyecto inicial.
Entre 1116 y 1117, 'Abd al-Raḥmān ibn Muḥammad ibn 'Abd Allāh ibn Mālik al-Ma'āfirī, un destacado servidor del segundo emir de la dinastía almorávide, 'Alī ibn Yūsuf ibn Tāšufīn, llevó a cabo una importante reforma, según relata al-Jatib. Esta obra, que comenzó el 22 de septiembre de 1115, consistió en la sustitución de los pies derechos de madera originales por columnas y capiteles de mármol traídos desde Córdoba, reutilizando materiales provenientes de las ruinas del califato y de Madīnat al-Zahrā'. Los capiteles, de estilo califal, databan en su mayoría de los años 951-952. También se instalaron puertas de la misma procedencia. Además, se enriquecieron los techos y se losó el zaguán con piedra. La reforma también incluyó la construcción de un baño público adyacente a la mezquita, así como el embellecimiento del edificio y la mejora de su funcionalidad y decoración.
La mezquita mayor de Granada comparte muchas características con otras de la misma época, no solo de al-Ándalus sino también del norte de África, especialmente en la disposición general y el número y disposición de las naves y la ausencia de contrafuertes, aunque presenta particularidades como la anchura de las naves extremas y la carencia inicial de materiales nobles en su construcción.

### Ubicación, planta y características arquitectónicas
Ubicada en la parte llana de la ciudad, cerca del río Darro, en el espacio que actualmente ocupa la iglesia del Sagrario, anexa a la catedral de Granada. Era la principal mezquita de la ciudad alrededor de la cual se desarrollaron otras edificaciones como la madraza o universidad islámica, la alcaicería o mercado de la seda, y el funduq o almacén posada.
El edificio tenía una planta rectangular de aproximadamente 36 por 45 metros, con el muro de la  qibla orientado hacia el sureste. Los muros carecían de contrafuertes, una característica común en las mezquitas del norte de África de la época. Contaba con once naves longitudinales, siendo la central y las extremas más anchas. Estas naves estaban separadas por arcos de herradura, sostenidos inicialmente por pies derechos de madera, que fueron sustituidos por columnas de mármol durante la reforma de  'Abd al-Raḥmān ibn Mālik al-Ma'āfirī. En total, albergaba 130 columnas distribuidas en 10 filas por 13, algunas de mármol y otras de yeso, reutilizadas de construcciones anteriores.
Los techos eran planos y sin ensamblar, cubiertos por tejados a dos aguas y sin adornos ni cúpulas. Tres puertas en cada uno de los muros occidental y oriental, hechas de sillares de piedra a soga y tizón, presentaban inscripciones sobre los arcos. Las puertas principales, elaboradas en Córdoba, estaban ricamente labradas, destacando frente a la austeridad del resto del edificio.
El patio, situado en el lado noroeste, contaba con una fuente para abluciones, un pozo profundo construido con rosca de ladrillo y un aljibe alimentado por una acequia. Este aljibe, que aún se conserva casi íntegro, tenía una planta rectangular dividida en tres naves por seis pilares de ladrillo, con bóvedas de arista, al que se accedía mediante una escalera también de ladrillo. La casa de las abluciones (dār al-wadū‘), ubicada al noreste del patio, incluía una alberca de mármol y letrinas con agua corriente. Aunque se ha sugerido que el patio estaba rodeado por galerías, esto no está confirmado.
El descubrimiento de un plano de 1507, hallado en 2019 por Manuel Espinar Moreno en el Archivo Histórico Nacional, ha proporcionado información adicional sobre la estructura de la mezquita. Según este documento, la mezquita tenía 11 naves de ancho y 10 de profundidad, con un total de 100 columnas exentas y 32 adosadas a las paredes. En el muro de la qibla se contabilizaban 12 columnas, mientras que los muros norte y sur albergaban 11 cada uno. Además, se identificaron una puerta en el muro sur y dos en el muro norte, mientras que en el muro de la qibla no había puertas. El «claustro de tiempo de moros» mencionado en el plano corresponde al patio, reafirmando su importancia en la distribución general del complejo.

### Alminar
El alminar, conocido como la «Torre Turpiana» o «Torre Vieja», era una estructura cuadrada de aproximadamente 4,46 metros de lado y 13,5 metros de altura en el momento de su demolición, aunque su altura original debió ser considerablemente mayor. Se encontraba en la parte septentrional del patio, exento del oratorio.
Para su construcción se utilizó piedra franca de La Malahá, con una cimentación sobre un macizo redondo de piedra y mortero muy duro. Los muros, formados por sillares trabados con yeso, tenían un grosor de dos palmos y medio (70 centímetros). En su interior, un núcleo cuadrado de 1,67 metros de lado (seis palmos) contenía un hueco de 28 centímetros. Alrededor de este núcleo, una escalera de 56 centímetros de ancho daba acceso a los distintos niveles. El aparejo consistía en sillares estrechos y largos, alternando los de soga y tizón, con labrado en resalto, siguiendo una tradición cordobesa.
El alminar constaba de dos cuerpos o secciones, siendo el superior más pequeño que el inferior, y ambos estaban rematados con almenas. En los frentes visibles de cada cuerpo se abrían cuatro ventanas semicirculares, distribuidas en dos alturas, un diseño inusual en este tipo de estructuras. Torres Balbás, basándose en Gómez-Moreno y otros autores, apoyándose también en investigaciones posteriores, consideran que el alminar de la mezquita era gemelo al de la iglesia de San José, al igual que el arco de medio punto por el que se accedía, situado posiblemente en el lado meridional de la torre.
En lugar de la tradicional media luna, el alminar estaba rematado con una veleta en forma de gallo, conocida como el «gallo de los vientos». Este elemento tenía una función simbólica y talismánica, actuando como protección contra el viento.
En 1526, ya en época cristiana, esta estructura sufrió daños a causa de un terremoto que derribó una de sus campanas. Finalmente, fue demolida en 1588 para dar paso a la construcción de un pilar en la catedral.

### Transformación en iglesia cristiana

Tras la conquista cristiana, la mezquita fue convertida en iglesia parroquial bajo la advocación de Santa María de la O. La catedral también se instaló temporalmente en la mezquita, antes de ser trasladada a su nuevo emplazamiento. El plano de 1507 muestra cómo se planificó la conversión del espacio en iglesia, indicando la ubicación inicial del altar mayor, en lo que fue el mihrab. Posteriormente, este altar fue trasladado al muro norte, junto al aljibe, en la quinta nave desde el muro de la qibla, lo cual también se indica en el plano. El plano incluye una anotación que señala: «La yglesia mayor que aora se a de edificar», lo que confirma que la mezquita fue transformada en la actual catedral. Se dieron instrucciones para remover dos filas de pilares con el fin de mejorar la visibilidad del altar. La estructura original también fue modificada para adaptarse al culto cristiano, lo que incluyó la demolición de la mitad occidental del edificio en 1661 para construir un patio y edificios anexos. En 1704, lo que quedaba del edificio fue demolido para construir la iglesia del Sagrario.

### Testimonios y representaciones
Diversos viajeros, entre ellos al-Malatī (1466) y Münzer (1494), describieron la Mezquita Mayor de Granada como uno de los monumentos más representativos de la Granada musulmana. Estos viajeros proporcionaron detalles como la presencia de tapetes de junco, lámparas y agua corriente, elementos comunes en las mezquitas de la época. El viajero de Damasco al-‘Umārī, quien visitó la ciudad en el siglo XIV, también describió la mezquita como un edificio magnífico, rodeado de tenderetes, con columnas y agua corriente, enfatizando su esplendor.
Las inscripciones alcoránicas que decoraban las puertas del edificio incluían alabanzas a Dios y exhortaciones a la oración. Ejemplos como: «La alabanza al Dios de los mundos. El que entrare en este templo a orar a Dios con fervor, tendrá del Altísimo todos los premios que concedió Dios a los que leyeren las suras del santo libro», situada en la puerta principal, y «Asiste a la zalá y teme a Dios, ya que Él te ha de pedir cuenta», en otra puerta de la mezquita, no solo cumplían una función decorativa, sino también pedagógica. Recordaban a los fieles sus deberes religiosos y su conexión con lo divino, un aspecto esencial en la tradición islámica.
También existen representaciones gráficas que ilustran la apariencia de la mezquita antes y después de la Reconquista. El fresco de la Batalla de la Higueruela (1431), copiado por Nicolás Granello en El Escorial entre 1575 y 1579, muestra la torre con dos cuerpos rematados en almenas y ventanas semicirculares. Las vistas de Anton van den Wyngaerde (siglo XVI), aunque imprecisas, ofrecen una representación visual de la mezquita en ese siglo, proporcionando detalles sobre su configuración y cómo se integraba en el entorno urbano. El grabado de la ciudad de Granada (1563) de Civitates orbis terrarum también muestra el alminar con un cuerpo cúbico con dos ventanas, terraza y linterna con veleta. El plano de 1507 muestra la disposición de la mezquita y sus alrededores, indicando altares cristianos, las columnas que debían quitarse, y otras estructuras urbanas circundantes. Además de la mezquita misma, el plano muestra importantes construcciones cercanas como la Casa del Cabildo (antigua Madraza), el baño, la Capilla Real, el aljibe y la Alcaicería, lo que permite entender mejor el contexto urbano de la época. Se señalan las calles que conectaban la mezquita con otras zonas clave de la ciudad, como la Plaza de Bibarrambla, y otras casas relevantes. El plano de Juan de la Vega (1594) muestra el estado de la mezquita adosada a la catedral en construcción, siendo valioso para entender la distribución del edificio ya transformado en iglesia. La plataforma de Vico (1613) muestra la mezquita con tres naves paralelas, cada una con tejados independientes, en concordancia con la pintura de Pedro Cristo II. El grabado de Francisco Heylan (1614) presenta una imagen más detallada del alminar. El plano de José Sánchez y Sebastián Díaz (1705) es el más exacto, mostrando la ubicación de las columnas, los refuerzos y las modificaciones realizadas tras la conversión de la mezquita en catedral, además de las puertas, capillas, sacristías, patios y otros elementos.